# Canal Azapa
El canal Azapa es un curso de agua artificial destinado a servir al riego en la Región de Arica y Parinacota mediante el desvío de las aguas aportadas al río San José de Azapa por el canal Lauca directamente a los usuarios del valle de Azapa. Fue construido en 1962 con una longitud total de 43 km con una base de hormigón y paredes de concreto prefabricado.
El canal comienza 6 km aguas abajo de Livilcar y sigue por el lado derecho del río hasta el kilómetro 3 y entonces cruzarlo y seguir por la ladera sur del valle hasta acabar bifurcandose en los derivados Pago Gómez Norte y Sur.: I.29 
Su bocatoma cruza el río totalmente con una barrera de 30 m y tiene una compuerta para controlar la entrada de agua al canal así como una compuerta lateral de descarga.
La red de canales derivados abastecen a Surire, La Cruz, hijos de Livilcar y otros. Cada derivado tiene una sección de 0,5 m de ancho y 0,6 m de alto de y está hecho de concreto y puede abastecer con entre 25 y 60 litros por segundo durante todo el año.: I.29 
El canal esta administrado por la Comunidad de Aguas del Canal Azapa (COMCA).
El tranque Sobraya tiene una capacidad de 30.000 m³ y se posiciona cerca del kilómetro 16 del canal para regular su flujo. Se ha estudiado la posibilidad de entubar el canal.

## Caudal
El canal tiene una estación fluviométrica en el kilómetro 0,7.: I.29 
El caudal del río de un canal (en un lugar fijo) varía en el tiempo, por lo que existen varias formas de representarlo. Una de ellas son las curvas de variación estacional que, tras largos periodos de mediciones, predicen estadísticamente el caudal mínimo que lleva el río con una probabilidad dada, llamada probabilidad de excedencia. La curva de color rojo ocre (con {\displaystyle {\color {Red}\vartriangle }}) muestra los caudales mensuales con probabilidad de excedencia de un 50%. Esto quiere decir que ese mes se han medido igual cantidad de caudales mayores que caudales menores a esa cantidad. Eso es la mediana (estadística), que se denota Qe, de la serie de caudales de ese mes. La media (estadística) es el promedio matemático de los caudales de ese mes y se denota {\displaystyle {\overline {Q}}}. 
Una vez calculados para cada mes, ambos valores son calculados para todo el año y pueden ser leídos en la columna vertical al lado derecho del diagrama. El significado de la probabilidad de excedencia del 5% es que, estadísticamente, el caudal es mayor solo una vez cada 20 años, el de 10% una vez cada 10 años, el de 20% una vez cada 5 años, el de 85% quince veces cada 16 años y la de 95% diecisiete veces cada 18 años. Dicho de otra forma, el 50% es el caudal de años comunes, el 85% es el caudal de años extremadamente secos.
Se debe tener presente que el caudal del canal está regulado por medio de la compuerta de entrada así como por el tranque Sobraya, es decir, las curvas no son producto solo de las lluvias.